# FLOWERS
《FLOWERS》是由Innocent Grey團隊開發的文字冒險遊戲，此系列共4部。

## 概要
本作是以寄宿制教會女子学院为舞台的描写少女们青春与恋爱的百合系作品，同时游戏中也包含解迷元素。本作是Innocent Grey发售的首部全年龄作品。杉菜水姬称，游戏受到《圣母在上》的影响，将重点放置在少女们心灵的联系上。游戏的剧本不同于轻小说，更偏向于唯美与文学风格。
《春篇》的携带版获得了Fami通银殿堂评级、《夏篇》《秋篇》《冬篇》携带版则获得了Fami通金殿堂评级。

## 剧情大綱
春篇 -Le volume sur printemps-
圣彗星蘭学院設有疑似朋友共同進行學園生活的「Amitié」制度，白羽蘇芳想藉Amitié來撫平負傷的心，而進入該學院就讀。
夏篇 -Le volume sur été-
白羽蘇芳與匂坂真由理成為了戀人，但真由理卻突然離開了學院。不久，名為考崎千鳥的少女進了學院就讀，並成為八重垣艾莉卡的Amitié，初次見面時，千鳥便稱艾莉卡是個卑鄙的人。儘管如此，艾莉卡與千鳥依然是Amitié，兩人一同行動解決在學院所引起的奇妙事件。
秋篇 -Le volume sur automne-
因八重垣艾莉卡的激勵，讓白羽蘇芳下定決心要找回離開學院的匂坂真由理。此時，八代讓葉答應蘇芳只要達成某個條件，就會給予真由理消失事件的線索，為了達成此條件蘇芳開始四處奔波。
冬篇 -Le volume sur hiver-
白羽蘇芳突破重重難關，終於坐上尼西亞會會長的位置，亦知曉了「最初也是最終的七大不可思議」之名。蘇芳如願再次見到了匂坂真由理，但真由理卻希望蘇芳能忘了自己。

## 登場人物
白羽蘇芳（聲：名塚佳織）
本作主角，是個溫柔的少女。Amitié為匂坂真由理、花菱立花。不擅長與他人交際，但不討厭人，倒不如說想與他人做朋友的心情比任何人都還要多几倍。由於心理创伤從沒與家人以外的人交流過，為了改變自己進而就讀圣彗星蘭学院，在入學前都是在自家學習。
- 花：紫荆（豆科）
- 花語：「高貴」「樸素」「不信仰」「背叛」「疑惑」「豐富的生涯」「覺醒」

匂坂真由理（聲：岡本理繪）
蘇芳的Amitié之一。為了解決某個煩惱，照著自己的意志進入圣彗星蘭学院就讀。
- 花：百合（百合科）
- 花語：「威嚴」「純潔」「無垢」「華麗」「愉快」「輕率」

花菱立花（聲：明島悠里）
蘇芳的Amitié之一，班長。喜愛收集紅茶的茶葉，也時常開茶會。
- 花：花菱草（罂粟科）
- 花語：「請給我希望」「不要拒絕我」

轮椅少女 / 八重垣艾莉卡（声：佐仓绫音）
〈夏篇〉主角。因腿脚不便而使用轮椅的少女。討厭人喜歡孤獨，亦喜歡戲弄他人。興趣是讀書和尋找他人的弱點。
在千鳥成為其Amitié後，便每天規律的與千鳥到教室上課。非常關心同為書癡夥伴的蘇芳。
- 花：欧石楠（杜鹃科）
- 花語：「孤獨」「謙遜」「休息」「良言」「博愛」

小御門奈莉奈（聲：西口有香）
合唱社社長兼尼西亞會的副會長。祖國為義大利，並信仰天主教。食量意外的大。在合唱社擔任女高音部分。
- 花：娜麗花（石蒜科）
- 花語：「華貴」「期待再相會」「幸福的回憶」「閃耀」「忍耐」「大家閨秀」

沙沙貴莓（聲：長妻樹里）
活潑親切的女學生。隸屬料理社。好奇心旺盛的麻煩製造者。曾因好奇心引發大騷動，但並不是故意的。
- 花：草莓（薔薇科）
- 花語：「尊敬與愛」

沙沙貴林檎（聲：長妻樹里）
莓的雙胞胎妹妹。性格看似老實，實際只是單純的懶惰。不膽怯的性格，與蘇芳相當友好。喜歡看書，但未達到書癡的地步。
- 花：蘋果
- 花語：「名聲」「選擇」「評判」「被選中的恋情」

八代讓葉（聲：瑞澤溪）
〈秋篇〉主角。尼西亞會的會長。行事作風奇異。與奈莉奈為青梅竹馬，總是稱呼其為「奈莉（ネリー）」。性格古怪任性，但是個會照顧周遭人事物的人。
隸屬合唱社和料理社，但不擅長料理。
- 花：交讓木（交讓木科）
- 花語：「返老還童」「世代交替」「轉讓」

黛莉婭·巴斯奎亞（Daria basquiat，聲：高城光）
在學院職教的修女，如同大姐姐般的受到許多人的愛慕。虔誠的天主教教徒，在宗教方面嚴格，除此之外的事都是靈活的應對。
興趣園藝，除了宗教以外亦喜愛在學院的溫室專注研究開發新品種的大麗菊。
- 花：大麗菊（菊科）
- 花語：「見異思遷」「華麗」「優雅」「威嚴」「不安定」

考崎千鸟（声：洲崎綾）
〈夏篇〉初登場。因某種原因轉入學院就讀的少女。書面測試的結果為艾莉卡的Amitié。興趣是芭蕾和音樂。
有着艺术家的气质，性格古怪的人。入校前一直进行着舞台艺能活动。有著想說什麼就會直接說出來的習慣。總是露出非常焦躁的眼神，亦散發出讓人無法接近的氛圍。也有為艾莉卡獻身幫助的一面。
- 花：红千鸟（蔷薇科）
- 花語：「多麼可愛」「品格」「高潔」「忠義」

外間瑞希（聲：橋本千波）
合唱社的鋼琴手。原預定在聖母祭負責彈奏鋼琴，因手受傷而改由蘇芳負責彈奏。
石蕗千佳（聲：鈴木繪理）
〈夏篇〉與千鳥一同轉入學院的學生之一。
萩原美鱼（聲：優稀澪）
〈秋篇〉首次登场，是奈莉奈的amitié兼室友。
方喰玉置（聲：森奈奈子（Drama CD））
宿管。有著「钢铁修女」的稱呼，時常讓學生感到恐懼。讓葉曾說其是個有人情味的好人。
在《Snow White》中判明曾是黛莉娅学生时代的amitié兼室友。与黛莉娅、阿贝莉亚是好友。
阿贝莉娅·弗洛亚（聲：瞰野 純（Drama CD））
在《Snow White》中首次登场。与黛莉娅、玉置是好友。称呼玉置为“小玉”。

## 用語
圣彗星兰学院
故事的舞台，三年制的教會女子学院。
Amitié
为培养能够肩负未来的女性，提高实际交流能力而创立的教育体系。在入学时会进行书面测试，然后强制性地分配最适合自己的人组成Amitié，共度校园生活。Amitié原為兩人一組，在蘇芳等人這屆開始改為三人一組。
尼西亞會
圣彗星蘭學院的學生會。學生會室則稱為「伊茲尼克（イズニク）」。
七大不可思議
作為故事關鍵的存在。七大不可思議的唯一共通點是最後都會被「抓走」。
宿舍的變形怪
此不可思議在春篇提及，秋篇才真正發生跟此有關的事件。通常出現在宿舍的各個地方，目擊者會看見與自己相同姿態的不明體，接著被抓走。
血腥瑪麗
春篇登場。以聖遺物為媒介，在鏡子前輕呼三次「血腥瑪麗」，呼喚者最後也會被抓走。
碧身的鉤爪男
夏篇登場。如同字面的意思，會被身穿青色服裝，手上戴著鉤爪的人抓走。
徬徨于森林的溫迪戈
此不可思議在春篇提及，秋篇才真正發生跟此有關的事件。只在森林出現，會將目擊者抓走。
鐘樓的狼人
在聖堂鐘樓出現的怪異現象，會將造訪鐘樓的人抓走。
不語的真實女神
春篇登場。會將在聖母祭擔任聖母角色的人抓走。
博愛的幻人
秋篇登場。此不可思議正是八代讓葉所說的，是解開「不語的真實女神」事件的關鍵鑰匙，這也是所有七大不可思議中唯一一個未發生過的。
舊聖堂遺跡
秋篇登場。與「博愛的幻人」相同，是解開「不語的真實女神」事件的關鍵鑰匙。在遺跡的不遠處豎立著一棵接骨木樹，附近亦豎立一座刻有「BASQUIAT」字樣的墓碑。
聖母祭
每年六月由學院主辦的活動。

## 製作人員
- 總監督：杉菜水姬
- 原畫：杉菜水姬
- 劇本：
- 電腦程式：公魚
- 視覺：
- 音樂：MANYO（Little Wing）
- 全動態影像製作：癸乙夜（Mju:z）

## 主題曲
春篇
片头曲「FLOWERS」
歌：霜月遙，合唱：鈴湯，作詞：高橋麗子，作曲：MANYO
片尾曲
歌：鈴湯，合唱：霜月遙，作詞：高橋麗子，作曲：MANYO
夏篇
片头曲
歌：鈴湯，合唱：霜月遙，作詞：高橋麗子，作曲：MANYO
片尾曲「chaleur」
歌：霜月遙，合唱：鈴湯，作詞：高橋麗子，作曲：MANYO
片尾曲「chaleur」〈翻唱版〉
歌：考崎千鳥（洲崎綾），作詞：高橋麗子，作曲：MANYO
秋篇
片頭曲
歌：霜月遙，合唱：鈴湯，作詞：高橋麗子，作曲：MANYO
片尾曲
作曲：MANYO
片尾曲「forked road」
歌：鈴湯，合唱：霜月遙，作詞：高橋麗子，作曲：MANYO
冬篇
片頭曲「Fairy Wreath」
歌：霜月遙、鈴湯，作詞：高橋麗子，作曲：MANYO
片尾曲「Love in Bloom (piano arrange)」
作曲：MANYO
片尾曲「Love in Bloom」
歌：霜月遙、鈴湯，作詞：高橋麗子，作曲：MANYO
大結局曲「FLOWERS」三重奏
歌：白羽蘇芳（名塚佳織）、匂坂真由理（岡本理繪）、花菱立花（明島悠里），作詞：高橋麗子，作曲：MANYO

## 开发
在《冬篇》发售前，杉菜水姬在接受采访时称，《FLOWERS》最初是为了歇口气而开始制作的，然而一旦开始工作就希望制作更好的作品，最后制作规模也随之扩大了。
本系列在销量方面没能回收开发成本，但是在游戏以外领域通过音乐会等活动成功回本。

## 发行
第一章《FLOWERS -Le volume sur printemps-（春篇）》Windows版於2014年4月18日發售。PlayStation Portable和PlayStation Vita版於2014年10月9日發售。
第二章《FLOWERS -Le volume sur été-（夏篇）》Windows版於2015年4月17日發售。PlayStation Portable和PlayStation Vita版於2015年10月22日發售。
第三章《FLOWERS -Le volume sur automne-（秋篇）》Windows版於2016年5月27日發售。PlayStation Vita版於2016年11月17日發售。
第四章《FLOWERS -Le volume sur hiver-（冬篇）》Windows版於2017年9月15日發售。PlayStation Vita版於2018年3月16日發售。
系列全集《FLOWERS -Les quatre saisons-（四季）》PlayStation 4版於2019年3月7日發售。Nintendo Switch版於2019年11月28日發售。

## 關聯商品

### Sound Drama CD
- FLOWERS 春篇《少女們的假日》《怪談夜話 其之一》
- FLOWERS 夏篇《紅千鳥的花語》《怪談夜話 其之二》《chaleur〈考崎千鳥版〉》
- FLOWERS 夏篇《夏空之光》《怪談夜話 其之三》《夏空之光·鋼琴伴奏二重唱<八重垣艾莉卡&考崎千鳥版>》
- FLOWERS 秋篇《兩人的時間》《怪談夜話 其之四》
- FLOWERS 秋篇《La chaleur du coeur》《怪談夜話 其之五》
- FLOWERS 冬篇《Candytuft》
- FLOWERS 冬篇《Snow White》《演出劇<Snow White>》《Fairy Wreath二重唱<黛莉娅·巴斯奎亚&方喰玉置版>》
- FLOWERS 四季《Voie Lactée》

### 官方導讀
- FLOWERS Le volume sur printemps official fanbook（春篇）
- FLOWERS Le volume sur été official fanbook（夏篇）
- FLOWERS Le volume sur automne official fanbook（秋篇）
- FLOWERS Le volume sur hiver official fanbook（冬篇）
- FLOWERS Sweet sounds Box 「Le bouquet」（收录画展Live朗读剧剧本）
- FLOWERS ArtWorks ~Le Couleur~ （系列设定集&插画集）

### 原聲音樂
| 發售日        | 名稱                                     | 商品型號 |
| ------------- | ---------------------------------------- | -------- |
| 2014年4月18日 | FLOWERS ORIGINAL SOUNDTRACK『PRINTEMPS』 | GUN-0030 |
| 2015年4月17日 | FLOWERS ORIGINAL SOUNDTRACK『été』       | GUN-0035 |
| 2016年5月27日 | FLOWERS ORIGINAL SOUNDTRACK『AUTOMNE』   | GUN-0048 |
| 2017年9月15日 | FLOWERS ORIGINAL SOUNDTRACK『HIVER』     | GUN-0062 |
| 2018年6月14日 | FLOWERS VOCAL COLLECTION『 fleurir 』    | GUN-0073 |

### 小說版
- FLOWERS 1 ―Le volume sur printemps- 〈春篇・上〉（2018年6月、講談社、星海社FICTIONS、ISBN 978-4065120064）
- FLOWERS 2 ―Le volume sur printemps- 〈春篇・下〉（2019年3月、講談社、星海社FICTIONS、ISBN 978-4065144794）